# Sento la Terra girare
Sento la Terra girare è uno spettacolo teatrale che vede come protagonista Teresa Mannino. È stato inscenato dal 2018 al 2021 ed ha una durata di un'ora e quarantacinque minuti.
Lo spettacolo è risultato essere il nono per numero di ingressi della stagione 2018 secondo i dati SIAE.

## Trama
In questo spettacolo la Mannino immagina di saltar fuori da un armadio dove è rimasta chiusa per diversi anni. Durante questo periodo, sulla Terra sono cambiate molte cose, ma una notizia la sorprende più di tutte: l’asse della Terra si sta spostando. Tutto sta precipitando in modo radicale e velocissimo. Tante specie animali si stanno estinguendo, negli oceani ormai la quantità di plastica sovrasta quella dei pesci, ormai non c’è più acqua potabile o aria pulita da respirare.

## Produzione e tematiche
Lo spettacolo è stato diretto da Mannino e scritto dalla stessa artista con Giovanna Donini. La scenografia è stata curata da Maria Spazzi mentre le luci da Alessandro Verazzi.
Mannino, attraverso lo spettacolo, ha espresso sostegno verso le politiche per diminuire l'impatto ambientale e lo spreco alimentare.

## Rappresentazioni
Lo spettacolo è stato rappresentato in 74 teatri per un totale di 149 repliche tra Italia e Svizzera. Nel 2020, a seguito della pandemia di COVID-19 in Italia e alle misure di confinamento adottate dal Governo italiano, lo spettacolo è stato interrotto, riprendendo nel 2021.
| Data             | Città               | Nazione  | Luogo                   | Biglietti venduti / Biglietti totali |
| ---------------- | ------------------- | -------- | ----------------------- | ------------------------------------ |
| 26 gennaio 2018  | Broni               | Italia   | Teatro Carbonetti       |                                      |
| 27 gennaio 2018  | Broni               | Italia   | Teatro Carbonetti       |                                      |
| 30 gennaio 2018  | Seregno             | Italia   | Teatro San Rocco        |                                      |
| 31 gennaio 2018  | Seregno             | Italia   | Teatro San Rocco        |                                      |
| 1 febbraio 2018  | Garbagnate Milanese | Italia   | Teatro Italia           |                                      |
| 2 febbraio 2018  | Legnano             | Italia   | Teatro città di Legnano |                                      |
| 3 febbraio 2018  | Mantova             | Italia   | Teatro Sociale          |                                      |
| 8 febbraio 2018  | Copparo             | Italia   | Teatro De Micheli       |                                      |
| 9 febbraio 2018  | Bologna             | Italia   | Teatro Celebrazioni     |                                      |
| 10 febbraio 2018 | Bologna             | Italia   | Teatro Celebrazioni     |                                      |
| 11 febbraio 2018 | Bologna             | Italia   | Teatro Celebrazioni     |                                      |
| 13 febbraio 2018 | Cesano Maderno      | Italia   | Teatro Excelsior        |                                      |
| 14 febbraio 2018 | Cesano Maderno      | Italia   | Teatro Excelsior        |                                      |
| 15 febbraio 2018 | Rimini              | Italia   | Teatro Ermete Novelli   |                                      |
| 16 febbraio 2018 | Fermo               | Italia   | Teatro dell'Aquila      |                                      |
| 22 febbraio 2018 | Borgomanero         | Italia   | Teatro Nuovo            |                                      |
| 23 febbraio 2018 | Torino              | Italia   | Teatro Colosseo         |                                      |
| 24 febbraio 2018 | Torino              | Italia   | Teatro Colosseo         |                                      |
| 25 febbraio 2018 | Torino              | Italia   | Teatro Colosseo         |                                      |
| 1 marzo 2018     | Firenze             | Italia   | Teatro Puccini          |                                      |
| 2 marzo 2018     | Firenze             | Italia   | Teatro Puccini          |                                      |
| 3 marzo 2018     | Firenze             | Italia   | Teatro Puccini          |                                      |
| 7 marzo 2018     | Vercelli            | Italia   | Teatro Civico           |                                      |
| 8 marzo 2018     | Bergamo             | Italia   | Teatro Creberg          |                                      |
| 9 marzo 2018     | La Spezia           | Italia   | Teatro Civico           |                                      |
| 10 marzo 2018    | Castelfiorentino    | Italia   | Teatro del Popolo       |                                      |
| 13 marzo 2018    | Padova              | Italia   | Teatro Verdi            |                                      |
| 14 marzo 2018    | Padova              | Italia   | Teatro Verdi            |                                      |
| 16 marzo 2018    | Genova              | Italia   | Politeama Genovese      |                                      |
| 17 marzo 2018    | Genova              | Italia   | Politeama Genovese      |                                      |
| 18 marzo 2018    | Genova              | Italia   | Politeama Genovese      |                                      |
| 22 marzo 2018    | Grosseto            | Italia   | Teatro Moderno          |                                      |
| 23 marzo 2018    | Vigevano            | Italia   | Teatro Cagnoni          |                                      |
| 24 marzo 2018    | Varese              | Italia   | Teatro di Varese        |                                      |
| 27 marzo 2018    | Mestre              | Italia   | Teatro Toniolo          |                                      |
| 28 marzo 2018    | Mestre              | Italia   | Teatro Toniolo          |                                      |
| 3 aprile 2018    | Brugherio           | Italia   | Teatro San Giuseppe     |                                      |
| 4 aprile 2018    | Argenta             | Italia   | Teatro dei Fluttuanti   |                                      |
| 5 aprile 2018    | Verona              | Italia   | Teatro Nuovo            |                                      |
| 6 aprile 2018    | Verona              | Italia   | Teatro Nuovo            |                                      |
| 7 aprile 2018    | Lugano              | Svizzera | Palazzo dei Congressi   |                                      |
| 11 aprile 2018   | Arcore              | Italia   | Teatro Nuovo            |                                      |
| 12 aprile 2018   | Lumezzane           | Italia   | Teatro Odeon            |                                      |

## Rappresentazione televisiva
Lo show è stato trasmesso in televisione il nugger 10 settembre 2021, in prima serata, su Nove.
| Data              | Telespettatori | Share |
| ----------------- | -------------- | ----- |
| 10 settembre 2021 | 471.000        | 2,6%  |